# UniCredit Bank Czech Republic and Slovakia
UniCredit Bank Czech Republic and Slovakia, a.s. je česká pobočka nadnárodní banky UniCredit s celoevropským působením.

## O bance
Společnost UniCredit Bank Czech Republic and Slovakia a.s. je součástí velké finanční skupiny, která vznikla spojením devíti italských bankovních domů, jejichž historie sahá až do poloviny 15. století. V roce 1999 započala mezinárodní expanze UniCredit Bank do dalších zemí Evropy akvizicí polského finančního domu Bank Pekao. Poté následovalo spojení s německou skupinou HVB v roce 2005. Skrze následné propojení s rakouskou institucí Bank Austria Creditanstalt posílila tato finanční skupina své zaměření na obchod a styky se zeměmi střední a východní Evropy.
Mezinárodní rozvoj šel ruku v ruce s posilováním pozic v domovské Itálii. Důležitým byl rok 2007, kdy UniCredit Bank upevnila své postavení spojením se skupinou Capitalia. I díky tomu je skupina UniCredit hodnocena jako jedna z největších finančních subjektů v Evropě. Najdete ji zastoupenou ve dvou desítkách zemí Evropy. Spojení názvu a služeb UniCredit Bank Czech Republic and Slovakia se pak datuje ke konci roku 2013.
Na český trh vstoupila UniCredit Bank v roce 2007 s kódem 2700 a BIC kódem BACXCZPP.
UniCredit Bank se zaměřuje na projektové, strukturní a syndikované financování. Důležitou součást její činnosti tvoří také akviziční financování a dále podíl na trhu s komerčními nemovitostmi. Podle průzkumu kapitálových ukazatelů patří UniCredit Bank k jedné z nejodolnějších bank v celé Evropě.

## Historie skupiny UniCredit
Počátky skupiny sahají až do roku 1473, kdy byl založen bankovní dům Rolo Banca. Novodobá historie UniCredit Group je spojena se sloučením devíti velkých italských bank a s následnou integrací s německou skupinou HVB a italskou bankou Capitalia. Akvizicí polské Bank Pekao začala v roce 1999 expanze skupiny (tehdy pod jménem UniCredito Italiano) do regionu střední a východní Evropy. V následujících letech pak růst pokračoval, jednak prostřednictvím akvizice skupiny Pioneer Investment, z níž byl pak vytvořen Pioneer Global Asset Management, a také cestou dalších strategických akvizicí uskutečněných postupně v Bulharsku, na Slovensku, v Chorvatsku, Rumunsku, České republice a Turecku.
V roce 2005 se UniCredit spojila s německou skupinou HVB. Ta sama vznikla v roce 1998 sloučením dvou bavorských bank, Bayerische Vereinsbank a Bayerische Hypotheken-und Wechsel-Bank, což z HVB udělalo banku významnou v celoevropském měřítku. Integrace UniCreditu se skupinou HVB je pro skupinu motorem dalšího růstu: zvláště vzhledem k fúzi (r. 2000) HVB s rakouskou Bank Austria Creditanstalt, které byla silně zastoupena v mnoha regionech postkomunistické „nové“ Evropy. Skupina UniCredit tak může dál posílit své evropské zaměření.
Spojením se skupinou Capitalia (třetí největší italskou bankovní skupinou), uskutečněným v roce 2007, UniCredit ještě více konsolidovala a upevnila své postavení na jednom ze svých nejdůležitějších trhů – v Itálii. Capitalia byla založena v r. 2002 integrací dvou předtím samostatných subjektů, skupiny Bancaroma group, která zase byla výsledkem fúze několika nejstarších římských bank (Banco di Santo Spirito, Cassa di Risparmio di Roma a Banco di Roma), a skupiny Bipop-Carire.
Skupina UniCredit patří podle bilanční sumy k největším finančním skupinám v Evropě. Působí přímo v 17 zemích a prostřednictvím svých obchodních zastoupení na 50 trzích, má přes 40 milionů klientů, více než 8 500 poboček a 147 000 zaměstnanců.

## Historie UniCredit Bank Czech Republic and Slovakia, a.s.
Banka zahájila svou činnost 1. ledna 1996 pod názvem Vereinsbank (CZ) a.s., 31. prosince 1998 se název společnosti změnila na HypoVereinsbank CZ a.s., 1. října 2001 na HVB Bank Czech Republic a.s. a 5. listopadu 2007 na současný název UniCredit Bank Czech Republic, a.s.
Postupem doby byla banka sloučena s několika dalšími především bankovními společnostmi, které sloučením zanikly:
- HYPO-BANK CZ a.s., (31. prosince 1998)
- Bank Austria Creditanstalt Czech Republic, a.s. (1. října 2001)
- BAPS s.r.o. (1. října 2003)
- Živnostenská banka, a.s. (5. listopadu 2007)
- HVB Reality CZ, s.r.o. (10. prosince 2008)
- UniCredit Factoring, s.r.o. ,(1. listopadu 2009)

Všech 100 % akcií vlastní rakouská banka UniCredit Bank Austria z Vídně.
Od jedné z prvních bank až po bankovního lídra na českém a slovenském trhu – součást silné, celoevropské bankovní skupiny UniCredit Group. UniCredit Bank si na začátku listopadu 2018 připomněla 150. výročí založení své předchůdkyně, Živnostenské banky, která měla významný vliv na rozvoj tuzemské ekonomiky. Na její tradici UniCredit Bank hrdě navázala.

## Systém řízení
V čele české a slovenské pobočky je generální ředitel Jakub Dusílek, který po mnoha letech nahradil Jiřího Kunerta.

## Oblast působení
Banka je orientována jak firemní klientelu, tak na fyzické osoby, svobodná povolání a podnikatele. Hlavní oblastí je Corporate finance, což je projektové, strukturované a syndikované financování, dále pak akviziční financování a financování komerčních nemovitostí. Nabízí své služby i v dalších oblastech finančního trhu.
Centrála banky je v Praze 4, ulice Želetavská, v administrativním komplexu BB Centrum.